# Capilla de la Prima Primaria
La capilla de la Prima Primaria (en italiano, Cappella della Prima Primaria) es un espacio de culto integrado en el edificio que albergó el Collegio Romano de la Compañía de Jesús en Roma.

## Historia
La capilla surgió a mediados del siglo XVII, para servir de sede de la Congregación de la Anunciación de la Beata Virgen María conocida como Prima Primaria, fundada en 1563 por el jesuita flamenco Giovanni Leunis en el Colegio Romano. La advocación se refería a la Anunciación, titular de la iglesia del Colegio Romano desde mediados del siglo XVI hasta la construcción de la nueva iglesia de San Ignacio.
La capilla sería decorada por los hermanos pintores Guillaume y Jacques Courtois, este último jesuita a mediados del siglo XVII. 
Hacia 1761 el altar sería rehecho en un gusto barroco.

## Descripción
La capilla tiene planta basilical, dispuesta en forma de una sola nave al final de la que se dispone un ábside plano enmarcado por un arco de medio punto.
Preside la capilla un rico retablo de estilo tardobarroco que muestra una pequeña pintura de la Virgen María en un marco dorado. Alrededor de la pequeña pintura se dispone una serie de rayos entre nubes de estuco y querubines en estuco dorado sobre un fondo azul.
La decoración mural de la nave muestra pinturas murales de la nave representando batallas que fueron ganadas, según la tradición, por intercesión de la Virgen María:
- Muerte del emperador Juliano el Apóstata, en el 363 durante su campaña militar de Persia.

- Triunfo del emperador Zemescis.
- Batalla del emperador Flavio Heraclio en el 628 contra los persas liderados por Consroe II.
- Elia Pulqueria, emperatriz regente de su hermano Teodosio II, vence las herejías.
- Narsete, general bizantino, vence a Totila, rey de los godos.
- Luis IX de Francia toma la ciudad de Damieta.
- Fernando III de Castilla luchando contra los moros.
- Batalla de Lepanto.

En los lunetos de la nave se disponían escenas del Antiguo Testamento protagonizadas por heroínas como Yael, Miriam (hermana de Moises), Rebeca, Judit y Abigail.
A ambos lados del ábside se disponen dos pinturas murales de San Ignacio (izquierda, del lado del Evangelio) y de San Francisco Javier (derecha, lado de la Epístola).
En ambos lados de la nave de la capilla se disponen bancos de madera para servir de asiento a los miembros de la Congregación que tiene sede en la capilla.
La bóveda de la capilla cuenta con una decoración pictórica en forma de grutescos. En la parte central se dispone un recuadro representando a San Luis Gonzaga y San Francisco Javier adorando a Jesucristo por Giovanni Battista Laurenzi.